# براندائوزینیو
براندائوزینیو (به انگلیسی: Brandãozinho)
یک بازیکن فوتبال حرفه‌ای برزیلی بود که به عنوان مهاجم برای باشگاه‌های برزیل، فرانسه و اسپانیا بازی می‌کرد.